# Cal Pau (Oristà)
Cal Pau és una casa d'Oristà (Lluçanès) inclosa a l'Inventari del Patrimoni Arquitectònic de Catalunya.

## Descripció
Casa de planta rectangular coberta amb una teulada a doble vessant orientat als laterals.
Els murs han estat construïts amb pedres irregulars en diferents fases. La part baixa dels murs és més gruixuda que la part alta, la qual ha estat reconstruïda amb ciment i reforçada amb tirants. L'edifici consta de planta baixa, dos pisos i golfes.
L'entrada principal és un portal adovellat i algunes finestres han estat reconstruïdes amb llindes que contenen inscripcions que el propietari de la casa va comprar als propietaris de la Venta, casa que es trobava enderrocada. Algunes de les inscripcions han estat malmeses a l'escalonar les llindes per la part interior de la finestra.
De la mateixa època que el reforçament de les estructures és l'ampliació de la casa per la part del darrere.
La façana que dona al darrere de la rectoria conté les restes d'una finestra de doble arcada.